# District de Tchelo
Le district de Tchelo (persan : بخش چلو, bakhsh-e Chelo) est un district (bakhsh) situé dans la préfecture d'Andika dans la province du Khouzistan en Iran. Le district comprend deux districts ruraux (dehestān): le district rural de Tchelo et le district rural de Lalar et Kotok. Il s'agit du quartier d’hiver (garmsīr ou qishlāq en persan) pour de nombreux nomades bakhtiaris.

## Géographie et climat
A la frontière des provinces du Khouzistan et de Tchaharmahal-et-Bakhtiari au cœur des monts Zagros, le district de Tchelo est situé à environ 110 km au nord-est de Masjed Soleiman et y est desservi par la route Shahrekord – Masjed Soleiman. Le climat y est marqué par des hivers doux avec de fortes précipitations et des étés chauds et secs, avec cependant certains points comme le massif de Taraz aux hivers rigoureux avec de fortes chutes de neige. 
Situé à la limite entre les plaines du Khouzistan et les sommets des monts Zagros, le district de Tchelo est dominée par des forêts claires de chênes

## Tourisme
L'aire protégée de Shimbar (ou Shirin Bahar) (persan : دشت شیمبار) est l'une des principales attractions du district de Tchelo. Ce marais de près de 2 000 hectars est couvert d'une forêt épaisse de chênes et d'arbres fruitiers poussant à l'état naturel et est entouré des massifs de Taraz, Lalar, Keyno et Monar, recouverts de neige jusqu'au début de l'été. 
Le massif de Taraz, l'un des massifs des monts Zagros accessible via le col de Taraz situé à 2 220 m d'altitude sur la route Shahrekord – Masjed Soleiman, est également un des hauts lieux de tourisme pour les visiteurs venus du Khouzistan en raison de la neige présente l'hiver et le contraste climatique avec le reste de la province.

## Population
Lors du recensement de 2006, la population du district était de 9 109 habitants répartis dans 1 503 familles.
La population y est presque exclusivement constituée de Lors Bakhtiaris.